# Gai Atili Serrà (edil)
Gai Atili Serrà (en llatí Caius Atilius Serranus) va ser un magistrat romà. Era probablement fill de Gai Atili Serrà, pretor l'any 218 aC. Formava part de la gens Atília i portava el cognomen de Serrà.
Va ser edil curul l'any 193 aC amb Luci Escriboni Libó. Van ser els dos primers edils que van exhibir la Megalèsia com a ludi scenici. Durant el seu mandat es van assignar per primer cop als senadors seients diferents al teatre dels de la resta del poble. va sercandidat a pretor l'any 185 aC, però no va sortir elegit.